# الهند في الألعاب الأولمبية الصيفية 2016
نافست الهند في دورة الألعاب الأولمبية الصيفية 2016 في ريو دي جانيرو، البرازيل، من 05-21 أغسطس 2016. وقد ظهر الرياضيين الهنود في كل دورة من دورات الألعاب الاولمبية الصيفية منذ عام 1920، على الرغم من أن بدايتها الرسمية كانت في دورة الألعاب الاولمبية الصيفية 1900 في باريس.